# Tracy Vilar
 (septembre 2021).
Tracy Vilar est une actrice américaine, née le 12 avril 1968 à New York.

## Biographie
Tracy Vilar est devenue célèbre avec des films comme K-Pax, Double Jeu et Crooklyn.
Elle est récompensée du Nosotros Golden Eagle Award du meilleur espoir féminin pour son interprétation de Sophia Ortiz dans Steve Harvey Show.

## Filmographie
Sauf indication contraire, les informations mentionnées dans cette section peuvent être confirmées par les bases de données cinématographiques IMDb et Allociné,  présentes dans la section « Liens externes ».

### Cinéma
- 1994 : Fresh : une femme
- 1994 : Crooklyn : Monica
- 1996 : Sunset Park : Shirley
- 1996 : Bienvenue chez Joe
- 1996 : Grace of My Heart : Annie
- 1997 : Gridlock'd : une femme
- 1998 : Life in the Fast Lane : Shirley
- 1999 : Double Jeu : Orbe
- 2000 : The Details : Cecilia
- 2001 : Porno Outtakes : la femme de chambre
- 2001 : K-PAX : Maria
- 2002 : Full Frontal
- 2004 : Mean Jadine
- 2009 : I.E.P. : Mrs. Shandra Taylor
- 2023 : Missing de Will Merrick et Nicholas D. Johnson : inspecteur Gomez

### Télévision
- 1994 : The Cosby Mysteries (téléfilm) : une policière
- 1995 : First Time Out : Rosa (12 épisodes)
- 1996 : Kirk : Gina (saison 2, épisodes 1 et 2)
- 1996-1997 : Steve Harvey Show : Sophia Ortiz (21 épisodes)
- 1997 : Living Single : Ava Rivera (saison 4, épisode 22)
- 1997 : Two Came Back (téléfilm) : la garde-côtes
- 1997 : Urgence : Doris (saison 4, épisodes 1-4)
- 1997 : Fired Up : Gina (saison 2, épisode 7)
- 1998 : The Dave Chappelle Project (téléfilm)
- 1999 : Père malgré tout : Dr. Rinaldi (saison 1, épisode 3)
- 1999 : New York Police Blues : Elvie Inglesias (saison 6, épisode 13)
- 2000 : Ripe Tomatoes
- 2000 : La Vie avant tout : Marisol Santos (saison 1, épisode 7)
- 2001 : One on One : Mrs. Moody (saison 1, épisodes 6 et 7)
- 2001 : Les Experts (série télévisée)Les Experts : Carla Delgado (saison 2, épisode 8)
- 2002 : Sun Gods (téléfilm)
- 2002 : Girlfriends : Gigi (saison 2, épisode 19)
- 2002 : For the People : Victoria (saison 1, épisode 3)
- 2002 : Les Parker : Paullina (saison 4, épisode 6)
- 2002 : MDs (4 épisodes)
- 2003-2004 : Good Morning, Miami : Stacy (4 épisodes)
- 2004 : Larry et son nombril : une infirmière (saison 4, épisode 1)
- 2004 : New York Police Blues : Rosa (saison 11, épisode 19)
- 2006 : Saved : Angela de la Cruz (13 épisodes)
- 2007 : Wildlife (téléfilm)
- 2008-2012 : Dr House : l'infirmière Regina (6 épisodes)
- 2012 : Partners : Ro-Ro
- 2012 : 2 Broke Girls : Maria (saison 1, épisode 22)
- 2014 : How to Get Away with Murder : procureure Barker (saison 1, épisode 5)
- 2021 : Maid